# Archaeogomphus globulus
Archaeogomphus globulus är en trollsländeart som beskrevs av Belle 1994. Archaeogomphus globulus ingår i släktet Archaeogomphus och familjen flodtrollsländor. Inga underarter finns listade i Catalogue of Life.